# Мичкинская
Мичкинская — опустевшая деревня в Красноборском районе Архангельской области. Входит в состав Верхнеуфтюгского сельского поселения.

## География
Находится в юго-восточной части Архангельской области на расстоянии приблизительно 8 км на запад-юго-запад по прямой от административного центра поселения деревни Верхняя Уфтюга на правобережье реки Уфтюга.

## История
В 1859 году здесь (деревня Сольвычегодского уезда Вологодской губернии) было учтено 9 дворов.

## Население
Численность населения: 53 человека (1859 год), 0 как в 2002 году, так и в 2010.